# Balhé Bronxban
A Balhé Bronxban (kínai: 紅番區, jyutping: Hung4 Faan1 Keoi1; pinjin: Hóng Fān Qū, magyaros: Hung fan csü)  1995-ös hongkongi akció-vígjáték Jackie Chan főszereplésével. Ez volt az a film, amivel Jackie Chan neve bekerült az amerikai köztudatba.

## Szereplők
| Karakter                  | Színész            | Magyar hang          |
| ------------------------- | ------------------ | -------------------- |
| Keung                     | Jackie Chan        | Józsa Imre           |
| Elaine                    | Anita Mui          | Kocsis Judit         |
| Nancy                     | Françoise Yip      | Biró Anikó           |
| Bill bácsi                | Bill Tung          | Botár Endre          |
| Tony                      | Marc Akerstream    | Szabó Sipos Barnabás |
| Angelo                    | Garvin Cross       | Viczián Ottó         |
| Danny                     | Morgan Lam         | Molnár Levente       |
| Whitney                   | Carrie Cain-Sparks | Némedi Mari          |
| Walter, az ingatlanügynök | Elly Leung         | Várkonyi András      |
| Tina Chang                | Rainbow Ching      | Zsolnai Júlia        |
| Steven Lau                | Jamie Luk          | Fesztbaum Béla       |
| Ben                       | Richard O'Sullivan |                      |
| Lisa, a pénztáros         | Alecia Paget       | Holló Orsolya        |
| Fehér tigris              | Kris Lord          | Rajhona Ádám         |
| Jégkrém árus              | Emil Chau          | Katona Zoltán        |